# Ватанабэ, Иппэй
Иппэй Ватанабэ (яп. 渡辺 一平 Ватанабэ Иппэй, род. 18 марта 1997 года, Цукуми, Оита, Япония) — японский пловец, серебряный призёр чемпионата мира 2025 года, бронзовый призёр чемпионатов мира 2017 и 2019 годов, многократный призёр Азиатских игр, экс-рекордсмен мира на дистанции 200 метров брассом.

## Карьера
Иппэй Ватанабэ с юниорских соревнований показал себя специалистом в плавании на 200 метров брассом. На юношеской Олимпиаде 2014 года японец стал чемпионом на этой дистанции, опередив одного из своих будущих главных конкурентов россиянина Антона Чупкова. В том же году Иппэй побил юниорский рекорд мира, а через год ему удалось это сделать дважды.
Благодаря блестящим выступлениям на юниорских соревнованиях японец отобрался на Олимпийские игры в Рио-де-Жанейро, где ему удалось проявить себя, но не в полной мере. В дистанции 100 м брассом он не прошёл даже в полуфинал, но на своей коронной дистанции японский брассист выступил значительно лучше. В полуфинальном заплыве Иппэй установил рекорд Олимпийских игр с результатом 2:07,22, чего хватило бы для победы. Но финальный заплыв для японца не сложился, и он остался без медали, проплыв почти на полсекунды хуже, чем в полуфинале (результат финала — 2:07,87), и оказавшись шестым на финише.
После олимпийской неудачи молодой японский пловец продолжил прогрессировать и добился исторического достижения на своей любимой дистанции. Зимой 2017 года на Кубке четырёхкратного олимпийского чемпиона Косукэ Китадзимы он установил мировой рекорд с результатом 2:06,67. Иппэй обновил рекорд шестилетней давности, установленный его соотечественником Акихиро Ямагути, и стал первым человеком в истории, выплывшим из 2 минут 7 секунд.
К чемпионату мира 2017 года Ватанабэ подходил в числе главных фаворитов на победу на дистанции 200 м брассом. Но, как и год назад, японец не смог показать своих лучших секунд, став лишь третьим и уступив не только Антону Чупкову, но и своему соотечественнику Ясухиро Косэки.
В 2018 году японец стал серебряным призёром Азиатских игр, уступив в борьбе за золотую медаль Косэки всего одну сотую секунды. Затем Иппэй ещё дважды поднимался на среднюю ступеньку пьедестала почёта в эстафетных видах программы в качестве участника предварительных заплывов.
В 2025 году на чемпионате мира в Сингапуре на дистанции 200 метров брассом стал серебряным призёром. 

## Лучшие результаты

### Чемпионаты мира
- Бронза — чемпионат мира 2017 года (Будапешт, Венгрия) (200 м брасс, 2:07,47)